# Фарватер (шхуна, 1862)
«Фарватер» или «Вторая» — парусная шхуна Сибирской флотилии Российской империи.

## Описание шхуны
Парусная шхуна водоизмещением 60 тонн. Длина шхуны составляла 17,5 метра, ширина — 6 метров, осадка 1,7 метра.

## История службы
Парусная шхуна «Фарватер» была заложена на стапеле Николаевской верфи и после спуска на воду в 1862 году вошла в состав Сибирской флотилии России.
С 1862 по 1869 год была задействована на грузовых перевозках между портами Охотского моря. Помимо этого с июня 1865 года по август 1866 года судно под командованием М. А. Клыкова принимало участие в изучении залива Петра Великого.
Принимала участие в Манзовской войне. C 30 апреля (12 мая) 1868 года шхуна по приказу командующего сухопутными войсками во Владивостоке штабс-капитана Буяковича находилась в готовности, чтобы «в случае тревоги» эвакуировать из города «почтовое имущество и деньги».
В кампании с 1869 по 1873 год ежегодно совершала плавания по заливам Петра Великого и Амурскому. При этом с 15 (27) июля 1873 года командиру шхуны лейтенанту Н. Н. Гембачеву была назначена пенсия за выслугу 10 лет в Сибирской флотилии по 300 рублей в год, в том же году он был награждён орденом Святой Анны III степени, а 28 октября (9 ноября) 1873 года — скончался.
В 1874 году совершала плавания в Японском море, в том числе крейсировала у западных берегов Японии.
В кампанию 1880 года командиру шхуны капитан-лейтенанту С. И. Рыкову была назначена пенсия в размере 360 рублей в год за 10 лет службы на реке Амур.
В кампании с 1885 по 1887 год совершала плавания во внутренних водах морей Тихого океана и между его портами, при этом использовалась в качестве минного судна.
По окончании службы в 1891 году шхуна «Фарватер» была исключена из списков судов флотилии.

## Командиры шхуны
Командирами парусной шхуны «Фарватер» в составе Российского императорского флота в разное время служили:
- Пакулин (1863 год);
- М. А. Клыков (1865—1869 годы);
- мичман, а с 1 (13) января 1871 лейтенант Н. Н. Гембачев (с 1869 года до 28 октября (9 ноября) 1873 года)[8];
- лейтенант В. И. Манганари (1874 год)[9];
- капитан-лейтенант C. Л. Кирилов (1874 год)[10];
- лейтенант а с 1 (13) января 1879 года капитан-лейтенант С. И. Рыков (1876—1882 годы)[11];
- лейтенант А. М. Елманов (1885—1887 годы)[13].